# Rare (entreprise)
Pour les articles homonymes, voir Rare.
Rare Ltd, également connue sous la marque commerciale Rareware, est une société britannique de développement de jeux vidéo fondée en 1982 sous le nom d'Ultimate Play the Game par Tim et Chris Stamper qui se renommèrent plus tard Rare en 1985, appartenant à Microsoft Studios depuis 2002. Auparavant, Rareware était l'un des principaux sous-traitants de Nintendo.

## Historique

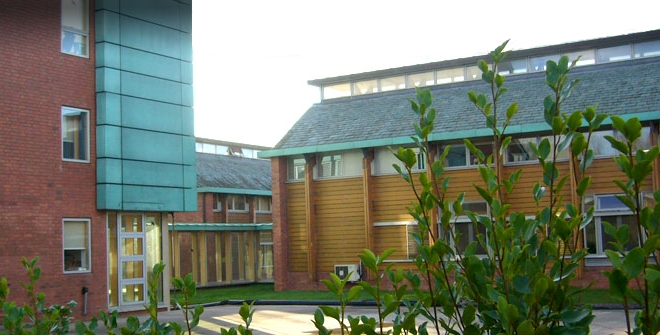
Siège de Rare à Twycross dans le comté du Leicestershire.

### Les débuts
En 1982, les frères Tim et Chris Stamper fondent à Ashby au Royaume-Uni, Ashby Computers & Graphics (ACG), une société spécialisée dans la réparation et la conversion de bornes d'arcade. Quelques mois plus tard, la société étend ses activités au développement de jeux vidéo pour ordinateurs Sinclair ZX Spectrum, Amstrad CPC, MSX et Commodore 64. Elle se renomme "Ultimate Play the Game". Ultimate publie son premier jeu en 1983 : Jetpac, qui se vend à 300 000 exemplaires. Ultimate sort une quinzaine de jeux jusqu'en 1985.
Au milieu des années 1980, les frères Stamper développent exclusivement des jeux destinés à la console Nintendo Entertainment System. Le catalogue d'Ultimate est alors revendu à la société U.S. Gold, et les frères fondent la société Rare.
Rare produit de nombreux jeux pour la NES, comme la série Battletoads ou Slalom,.
Lorsque la Super Nintendo est lancée au début des années 1990, Rare ne sort que deux jeux tirés de la licence Battletoads durant les premières années de vie de la console. La société développe également quelques jeux pour la Mega Drive de Sega.

### Partenariat avec Nintendo
En 1994, Rare sort Donkey Kong Country. L'originalité de ce titre est d'avoir été modélisé en 3D, puis transformé en 2D, mieux adaptée à la Super Nintendo. À cette occasion, Rare adopte un nouveau logo et utilise la marque commerciale Rareware. Quelques mois plus tard, un autre jeu, utilisant le même procédé, voit le jour. Il s'agit de Killer Instinct, un jeu de combat développé en collaboration avec Midway.
Rare développe deux suites à Donkey Kong Country sur Super Nintendo ainsi que des adaptations de ses jeux pour la console portable Game Boy.
En 1995, Nintendo devient actionnaire de Rare.
En 1996, la Nintendo 64 est disponible, et avec elle la suite de Killer Instinct : Killer Instinct Gold. C'est en 1997 que Rare sort GoldenEye 007, un jeu de tir à la première personne, un titre acclamé par la presse spécialisée,. Rare développe ensuite de nombreux jeux pour la Nintendo 64 : Diddy Kong Racing, Banjo-Kazooie et Banjo-Tooie, Jet Force Gemini, Donkey Kong 64, Perfect Dark et Conker's Bad Fur Day,.

### La fin de l'époque Nintendo et les difficultés commerciales du studio
Début 2002, des rumeurs relatent que Rare pourrait délaisser Nintendo pour devenir un développeur multiplate-forme. Certaines sociétés, comme Activision et Electronic Arts, voudraient racheter la compagnie. Finalement, c'est en septembre de la même année que Nintendo revend les actions qu'elle possédait dans Rare (49 % du capital) à Microsoft, pour 377 millions de dollars,. Electronic Arts et Activision ont également contacté Nintendo, mais Microsoft propose la plus grosse somme, Rare se fait racheter par Microsoft, qui lance alors sa première console de jeu : la Xbox.
Tous les jeux en préparation sur GameCube sont annulés (Perfect Dark Zero, Donkey Kong Racing, Kameo, Banjo-Threeie) - excepté Star Fox Adventures. Après son rachat, Rare annonce continuer le développement de jeux sur Game Boy Advance, édités non pas par Nintendo ou Microsoft, mais par THQ.
En 2004, la firme modernise son logo et sort son premier jeu pour Xbox : Grabbed by the Ghoulies qui ne trouve pas son public car il se rapproche trop des standards Rare, le public de la Xbox n'étant pas le même que celui de Nintendo.
En 2005, Rare annonce qu'il voudrait développer pour la nouvelle console portable de Nintendo : la Nintendo DS. C'est également cette année que Rare sort Perfect Dark Zero sur la nouvelle console de Microsoft, la Xbox 360, attendu depuis des années mais qui divise le public, son gameplay pourtant old school et proche du jeu original ayant rebuté les amateurs de FPS sur PC. Le jeu connaît malgré tout un joli succès commercial, vendu à plus d'un million d'exemplaires dans le monde. Il est classé 7e jeu le plus joué sur Xbox Live durant l'année 2006 grâce à son mode multijoueur de qualité.
Lors de l'E3 2006, Rare annonce le développement de Diddy Kong Racing sur Nintendo DS. La compagnie continue sur sa lancée et développe le remake d'un jeu avec une licence appartenant à Nintendo. Le jeu sera malgré tout amélioré par rapport à la version originale (notamment la possibilité de jouer en ligne).
Selon Bill Gates, au mois de janvier 2007, peu après la sortie de Viva Piñata sur Xbox 360, les fondateurs de la société Tim et Chris Stamper présentent leur démission afin de poursuivre d'autres opportunités. Toutefois, lors de la présentation de Viva Piñata à l'E3 2006, Microsoft annonce le jeu comme un véritable hit, et demande à 4kids de créer un dessin animé basé sur l'univers des Piñata pour l'occasion.
Fin juillet 2007, Rare annonce le développement d'un remake de Viva Piñata sur Nintendo DS.
Ce n'est qu'en novembre 2008 qu'un nouveau jeu issu des productions Rare est commercialisé : la suite d'une des séries les plus appréciées sur Nintendo 64, Banjo-Kazooie: Nuts and Bolts. Malgré un choix artistique différent, une durée de vie correcte et un choix de jeu original basé sur la création et l'utilisation de véhicules (étant très éloigné du concept du jeu original), le jeu se vend très mal malgré de bonnes critiques sur l'ensemble de la presse vidéoludique spécialisée (140 000 jeux vendus). Microsoft vend alors le jeu en binôme avec la Xbox 360 Arcade pendant deux ans.
Rare participe ensuite à des rééditions de jeux en haute définition avec 4J Studios, studio spécialisé dans la conversion de jeux rétros, sur le Xbox Live Arcade : Banjo-Kazooie sort en 2009, suivi de sa suite et de Perfect Dark en 2010. Cependant, les allusions à leur ancien actionnaire Nintendo sont modifiées, voire supprimées.

#### 2010: changement de politique
Rare ouvre en été 2009 un nouveau studio à Birmingham, censé se professionnaliser dans le hardware de la Xbox 360 et du nouveau périphérique Natal (devenu Kinect en juin 2010). Rare change de logo quelques jours avant l'E3 2010 et s'adonne à des projets variés entre les deux studios, un se tournant désormais vers les jeux basés sur le périphérique et l'autre sur des jeux plus conventionnels, non annoncés.

#### Une nouvelle entreprise
Certains employés quittent Rare et décident de créer une nouvelle entreprise appelée Playtonic Games avec la collaboration de Grant Kirkhope leur ancien compositeur. Ils décident de créer le jeu Yooka-Laylee, le successeur spirituel de Banjo-Kazooie, dont les héros sont un Caméléon anthropomorphe du nom de Yooka et d'une chauve-souris du nom de Laylee, les droits de Banjo et Kazooie demeurent alors propriété de Microsoft,.

#### Super Smash Bros. Ultimate
En 2019, Masahiro Sakurai, producteur de la série Super Smash Bros., passe un accord avec Rare pour que Banjo et Kazooie apparaissent en tant que personnages de contenu téléchargeable dans le jeu Super Smash Bros. Ultimate. Il fait aussi appel à Grant Kirkhope pour que ses arrangements musicaux conservent le style de la série Banjo-Kazooie, série dont il avait composé les bandes-sons. Ce jeu signe le retour de Banjo et Kazooie dans un jeu Nintendo, chose qui ne s'est plus produit depuis la sortie de Banjo-Pilot en 2005, et réunit Banjo avec Diddy Kong 22 ans après la sortie de Diddy Kong Racing en 1997 ainsi que Sonic la mascotte de Sega 9 ans après la sortie de Sonic and Sega All-Stars Racing en 2010. Ce jeu est également le premier qui réunit Banjo et Kazooie avec Mario, la mascotte de Nintendo, dans un jeu avec d'autres personnages issus de différentes séries. À la suite du retour de Banjo et Kazooie dans un jeu Nintendo, les jeux de Nintendo 64 de la série Banjo-Kazooie, reviennent dans l'abonnement de la Nintendo Switch Online à partir du 25 octobre 2021 avec d'autres jeux sortis sur cette console.

## Identité visuelle

Logo Ultimate utilisé de 1982 à 1985
Logo de Rareware utilisé de 1994 à 2003.
Logo utilisé de 2003 à 2010.
Logo utilisé de 2010 à 2015.
Depuis 2015.

## Jeux développés

### Années 1980
1987
- Slalom (NES) - Nintendo
- Wizards and Warriors (NES) - Acclaim

1988
- R.C. Pro-Am (NES) - Nintendo
- Wheel of Fortune (NES) - GameTek
- Jeopardy! (NES) - GameTek
- Anticipation (NES) - Nintendo

1989
- Marble Madness (portage NES du jeu pour borne d'arcade d'Atari Games) - Milton Bradley
- World Games (NES) - Milton Bradley
- WWF Wrestlemania (NES) - Acclaim
- Sesame Street 123 (NES) - Hi Tech
- John Elway's Quarterback (NES) - Tradewest
- California Games (portage NES du jeu PC d'Epyx) - Milton Bradley
- Taboo (NES) - Tradewest
- Sesame Street ABC (NES) - Hi Tech
- Hollywood Squares (NES) - GameTek
- Who Framed Roger Rabbit (NES) - LJN
- Jordan vs. Bird: One on One (NES) - Milton Bradley
- Cobra Triangle (NES) - Nintendo
- Ironsword: Wizards and Warriors II (NES) - Acclaim
- Wheel of Fortune Junior Edition (NES) - GameTek
- Jeopardy! Junior Edition (NES) - GameTek
- Silent Service (portage NES du jeu PC de Microprose) - Ultra Games

### Années 1990
1990
- Double Dare (NES) - GameTek
- Wheel of Fortune Family Edition (NES) - GameTek
- Jeopardy! 25th Anniversary Edition (NES) - GameTek
- The Amazing Spider-Man (Game Boy) - LJN
- Captain Skyhawk (NES) - Milton Bradley
- Pin Bot (portage NES du jeu de Williams) - Nintendo
- Snake Rattle 'n' Roll (NES) - Nintendo
- Super Off Road (portage NES du jeu d'arcade de Leland) - Tradewest
- Wizards and Warriors X: Fortress of Fear (Game Boy) - Acclaim
- Narc (portage NES du jeu d'arcade de Williams) - Acclaim
- A Nightmare on Elm Street (NES) - LJN
- Super Glove Ball (NES) - Mattel
- Cabal (portage NES du jeu de Seibu Kaihatsu) - Milton Bradley
- Time Lord (NES) - Milton Bradley
- Arch Rivals (portage NES du jeu pour borne d'arcade de Midway) - Acclaim
- WWF WrestleMania Challenge (NES) - LJN
- Solar Jetman (préquelle NES à Jetpac et Lunar Jetman) - Tradewest

1991
- Digger T. Rock (NES) - Milton Bradley
- WWF Superstars (Game Boy) - LJN
- Battletoads (NES, Game Boy) - Tradewest
- Beetlejuice (NES) - LJN
- Super R.C. Pro-Am (Game Boy) - Nintendo
- High Speed (portage NES) - Tradewest
- Sneaky Snakes (Game Boy) - Tradewest
- Sesame Street ABC and 123 (NES) - Hi Tech
- Pirates! (portage NES du jeu PC) - Ultra Games

1992
- Wizards and Warriors III: Visions of Power (NES) - Acclaim
- Beetlejuice (Game Boy) - LJN
- Indy Heat (NES) - Tradewest
- R.C. Pro-Am II (NES) - Tradewest
- Championship Pro-Am (Mega Drive) - Tradewest

1993
- Battletoads (Mega Drive, Game Gear) - Tradewest
- Battletoads and Double Dragon: The Ultimate Team (NES, SNES, Mega Drive, Game Boy) - Tradewest
- Battletoads in Ragnarok’s World (Game Boy) - Tradewest
- Battletoads in Battlemaniacs (Super Nintendo) - Tradewest
- X The Ball (Arcade) - Capcom/Brent Walker/Tecmo
- Snake Rattle 'n' Roll (Mega Drive) - Sega/Tradewest

1994
- Monster Max (Game Boy) - Titus
- Super Battletoads (Arcade) - Electronic Arts
- Donkey Kong Country (Super Nintendo) - Nintendo
- Killer Instinct (Arcade) - Midway

1995
- Donkey Kong Land (Game Boy) - Nintendo
- Killer Instinct (Super Nintendo, Game Boy) - Nintendo
- Donkey Kong Country 2: Diddy's Kong Quest (Super Nintendo) - Nintendo

1996
- Killer Instinct 2 (Arcade) - Midway
- Ken Griffey Jr's Winning Run (Super Nintendo) - Nintendo
- Donkey Kong Land 2 (Game Boy) - Nintendo
- Donkey Kong Country 3: Dixie Kong's Double Trouble! (Super Nintendo) - Nintendo
- Killer Instinct Gold (N64) - Nintendo

1997
- Blast Corps (Nintendo 64) - Nintendo
- GoldenEye 007 (Nintendo 64) - Nintendo
- Donkey Kong Land III (Game Boy) - Nintendo
- Diddy Kong Racing (Nintendo 64) - Rareware

1998
- Banjo-Kazooie (Nintendo 64) - Nintendo

1999
- Conker's Pocket Tales (GBC) - Nintendo
- Jet Force Gemini (Nintendo 64) - Rareware
- Donkey Kong 64 (Nintendo 64) - Nintendo
- Mickey's Racing Adventure (GBC) - Disney Interactive

### Années 2000
2000
- Perfect Dark (N64, GBC) - Nintendo
- Donkey Kong Country (GBC) - Nintendo
- Mickey's Speedway USA (N64) - Nintendo
- Banjo-Tooie (N64) - Nintendo
- Donkey Kong GB: Dinky Kong and Dixie Kong (GBC) - Nintendo (Japon uniquement)

2001
- Mickey's Speedway USA (GBC) - Nintendo
- Conker's Bad Fur Day (N64) - Rareware

Après l'acquisition de Rare par Microsoft Xbox, s'ensuit une période compliquée pour le studio :
| Année | Titre                                 | Éditeur           | Plateforme       | Note                                |
| ----- | ------------------------------------- | ----------------- | ---------------- | ----------------------------------- |
| 2002  | Star Fox Adventures                   | Nintendo          | GameCube         |                                     |
| 2003  | Donkey Kong Country                   | Nintendo          | GBA              |                                     |
| 2003  | Banjo-Kazooie : la Revanche de Grunty | THQ               | GBA              |                                     |
| 2003  | Grabbed by the Ghoulies               | Microsoft Studios | Xbox             |                                     |
| 2004  | Sabre Wulf                            | THQ               | GBA              |                                     |
| 2004  | Donkey Kong Country 2                 | Nintendo          | GBA              |                                     |
| 2004  | It's Mr. Pants                        | THQ               | GBA              |                                     |
| 2005  | Banjo-Pilot                           | THQ               | GBA              |                                     |
| 2005  | Conker: Live and Reloaded             | Microsoft Studios | Xbox             |                                     |
| 2005  | Donkey Kong Country 3                 | Nintendo          | GBA              |                                     |
| 2005  | Kameo: Elements of Power              | Microsoft Studios | Xbox 360         |                                     |
| 2005  | Perfect Dark Zero                     | Microsoft Studios | Xbox 360         |                                     |
| 2006  | Viva Piñata                           | Microsoft Studios | Xbox 360         |                                     |
| 2007  | Diddy Kong Racing DS                  | Nintendo          | Nintendo DS      |                                     |
| 2007  | Jetpac Refuelled                      | Microsoft Studios | Xbox Live Arcade |                                     |
| 2008  | Banjo-Kazooie: Nuts and Bolts         | Microsoft Studios | Xbox 360         |                                     |
| 2008  | Banjo-Kazooie                         | Microsoft Studios | Xbox Live arcade |                                     |
| 2008  | Viva Piñata 2 : Pagaille au paradis   | Microsoft Studios | Xbox 360         |                                     |
| 2009  | Viva Piñata DS                        | Nintendo          | Nintendo DS      |                                     |
| 2009  | Grabbed by the Ghoulies               | Microsoft Studios | Xbox Live Arcade |                                     |
| 2009  | Banjo-Tooie                           | Microsoft Studios | Xbox Live Arcade |                                     |
| 2010  | Perfect Dark                          | Microsoft Studios | Xbox Live Arcade |                                     |
| 2010  | Kinect Sports                         | Microsoft Studios | Xbox 360         |                                     |
| 2013  | Kinect Sports Rivals                  | Microsoft Studios | Xbox One         |                                     |
| 2013  | Killer Instinct                       | Microsoft Studios | Xbox One         | codéveloppé avec Double Helix Games |

À partir de 2015, Rare recommence à travailler sur de gros projets avec un certain succès critique et commercial.
| Année | Titre          | Editeur           | Plateforme                                    |
| ----- | -------------- | ----------------- | --------------------------------------------- |
| 2015  | Rare Replay    | Microsoft Studios | Xbox One                                      |
| 2018  | Sea of Thieves | Microsoft Studios | Xbox One, Xbox Series, PlayStation 5, Windows |
| TBA   | Everwild       | Xbox Game Studios | Xbox Series, Windows                          |